# Råsvartlidtjärnen
Råsvartlidtjärnen är en sjö i Umeå kommun i Västerbotten och ingår i Sävaråns huvudavrinningsområde.